# Route Cézanne
Pour les articles homonymes, voir Route (homonymie) et Paul Cézanne.
La route Cézanne ou petite route du Tholonet est une route touristique de 4,6 km, en Provence, dans les Bouches-du-Rhône, en Provence-Alpes-Côte d'Azur, entre Aix-en-Provence, Le Tholonet, et la montagne Sainte-Victoire,.

## Origine du nom
Cette route est un des hauts lieux d'inspiration artistique du célèbre peintre provençal Paul Cézanne (1839-1906) avec ses centaines de toiles de son œuvre impressionniste, postimpressionniste, précurseur du fauvisme, précubisme, cubisme, et de l'art moderne du XXe siècle, exposées depuis dans tous les plus importants musées du monde. Elle est un site classé depuis le 30 mai 1959 par le ministre de la culture française André Malraux (seule route classée de France[réf. souhaitée]). Ce classement a été annulé en 2016, de façon discrète.

## Historique

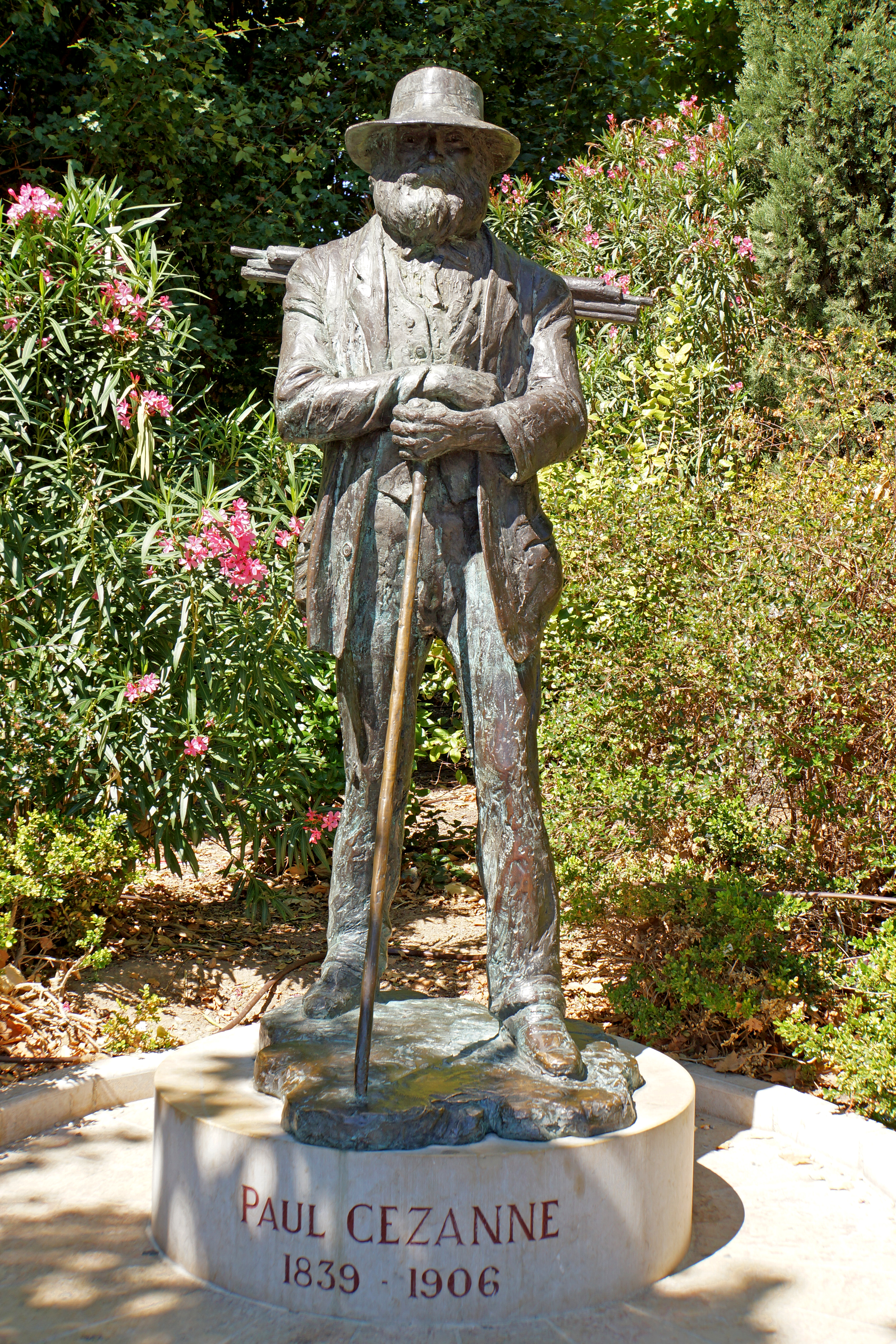
Statue de Paul Cézanne, à Aix-en-Provence

Paul Cézanne (né à Aix-en-Provence en 1839) arpente et explore les environs d'Aix et du Tholonet dès son adolescence, avec ses grands amis d'école Émile Zola et Jean-Baptistin Baille (« les trois inséparables »). Attaché à vie à sa Provence natale, il s'en inspire pour ses futures œuvres avant-gardistes. Il emprunte régulièrement durant toute sa vie cette petite route sinueuse de campagne (départementale 17) qui traverse des pinèdes, des vignes, des champs, et des oliveraies, pour se rendre à la montagne Sainte-Victoire (un de ses grands thèmes artistiques de prédilection) depuis Aix-en-Provence (de sa bastide du Jas de Bouffan, ou de sa maison d'Aix, ou de son atelier des Lauves) en longeant le versant sud de la montagne Sainte-Victoire. Elle dessert entre autres quelques-uns de ses thèmes artistiques de prédiction les plus importants, dont :
- Château Noir du Tholonet
- Cabanon de Cézanne des carrières de Bibémus (carrières de Bibémus)
- Montagne Sainte-Victoire et barrage Zola (montagne Sainte-Victoire (Cézanne))

La route dessert également quelques lieux de mémoire de l'artiste, dont :
- Le château du Tholonet (en), inscrit aux monuments historiques depuis le 3 novembre 1987[6]
- Le relais Cézanne (restaurant Berne de l'époque, où il déjeune souvent)
- Le moulin Cézanne du Tholonet (qu'il loue un temps pour entreposer son matériel)
- Les monument et stèle Cézanne du Tholonet (de 1939)

Il accède à cette route depuis ses lieux de vie et ateliers d'artistes d'Aix-en-Provence, dont  :
- Sa bastide du Jas de Bouffan
- Sa maison d'Aix-en-Provence
- Son atelier des Lauves

Quelques lieux cézanniens de la route Cézanne
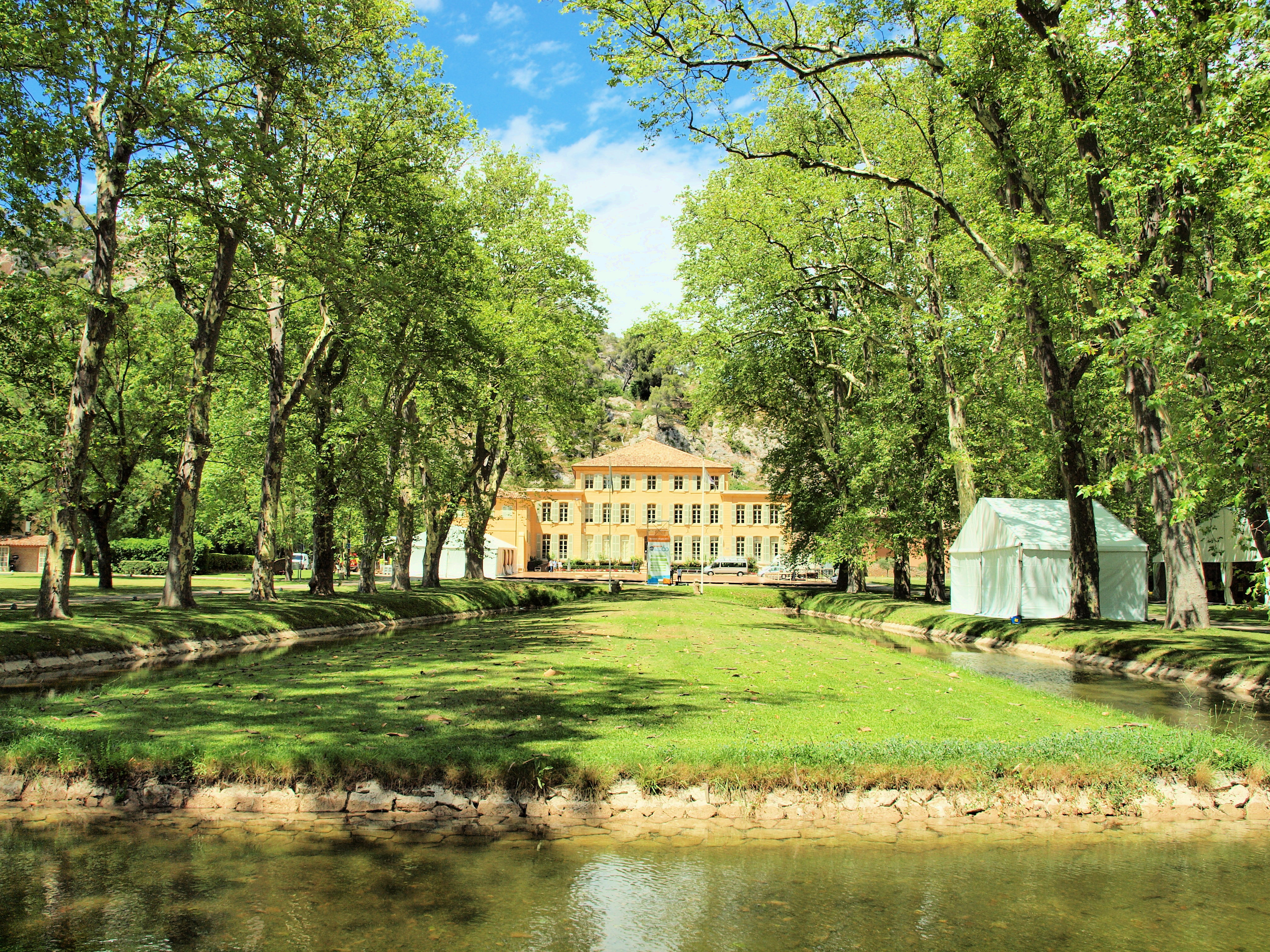
Château du Tholonet (en)
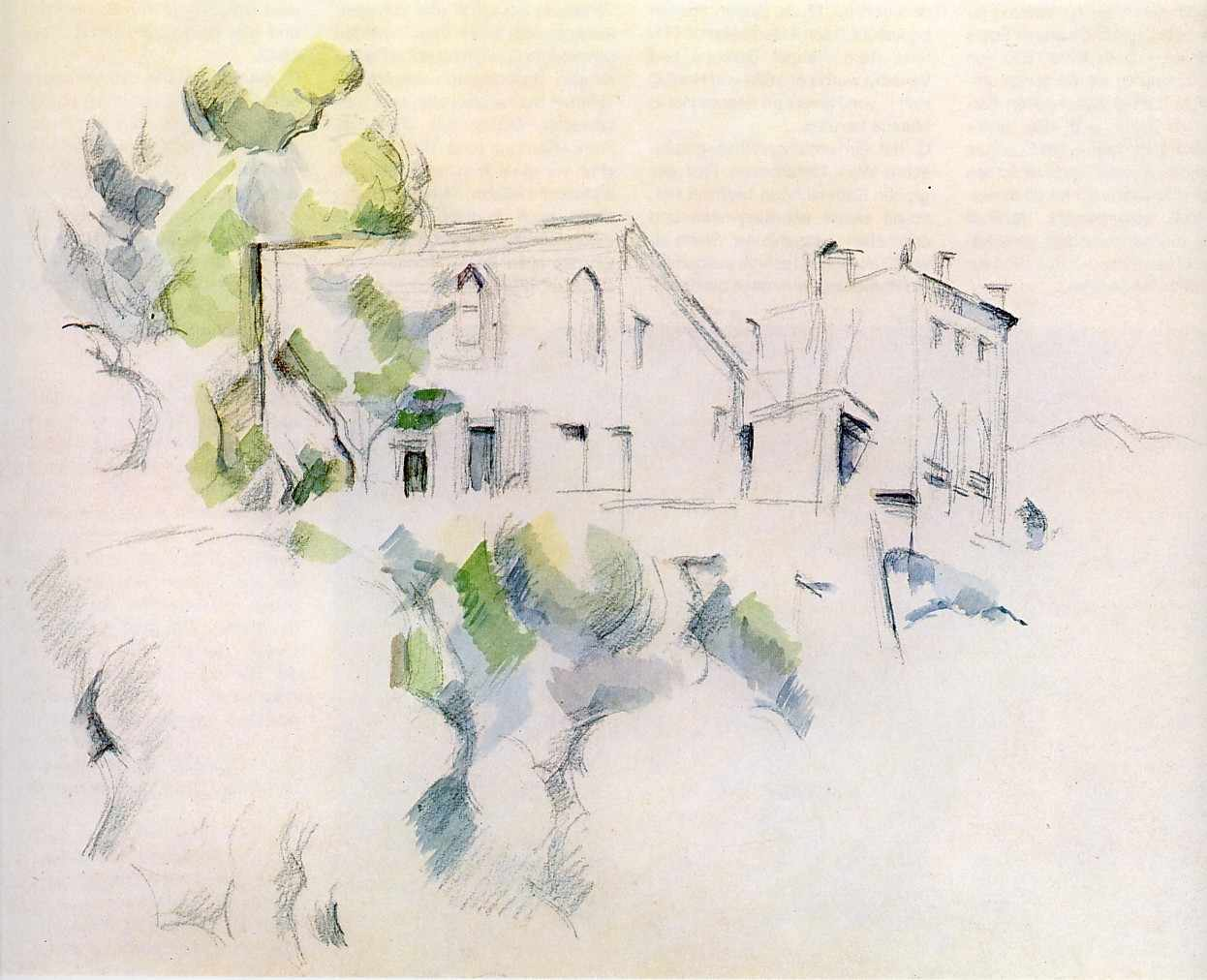
Château Noir du Tholonet
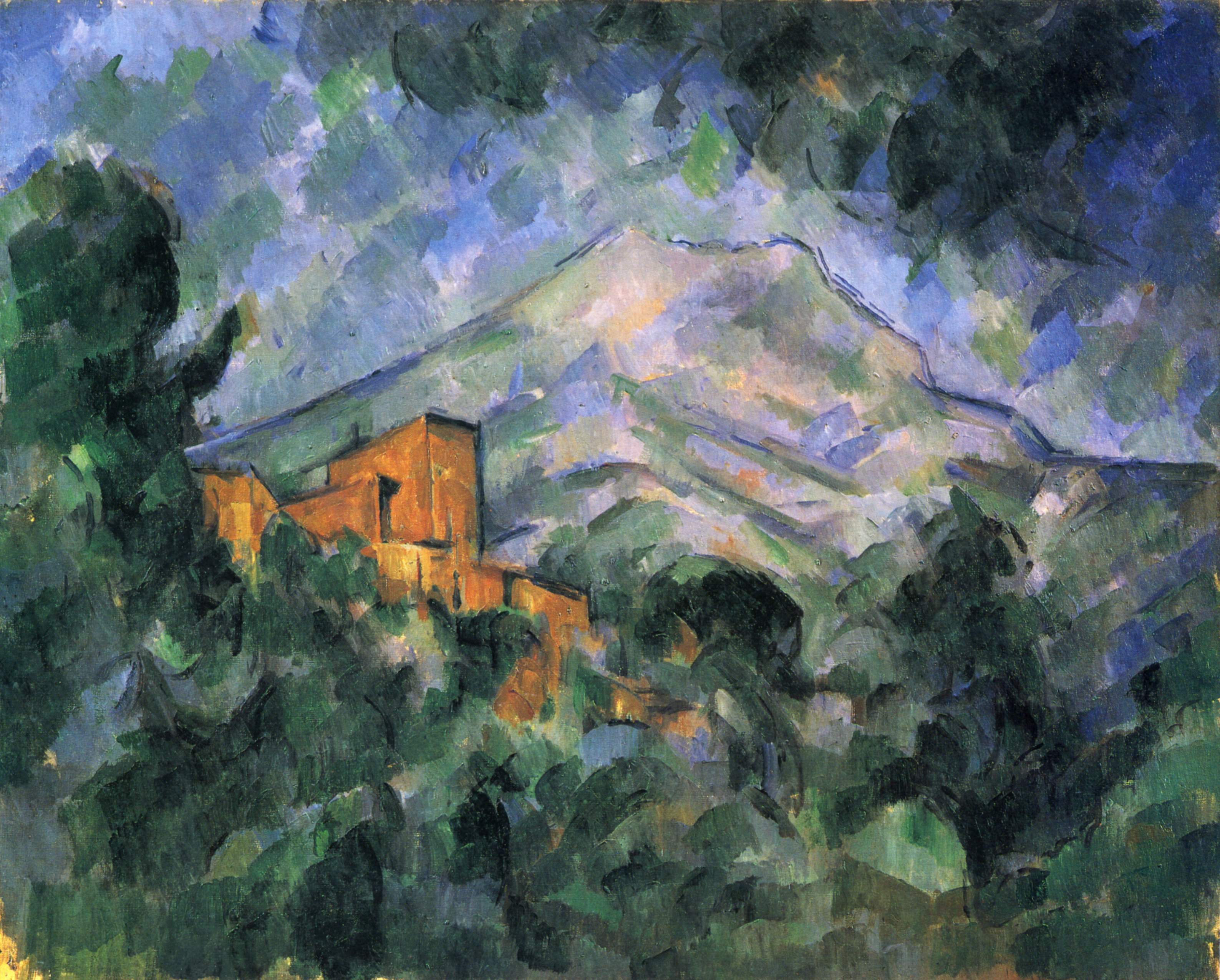
Château Noir du Tholonet et montagne Sainte-Victoire
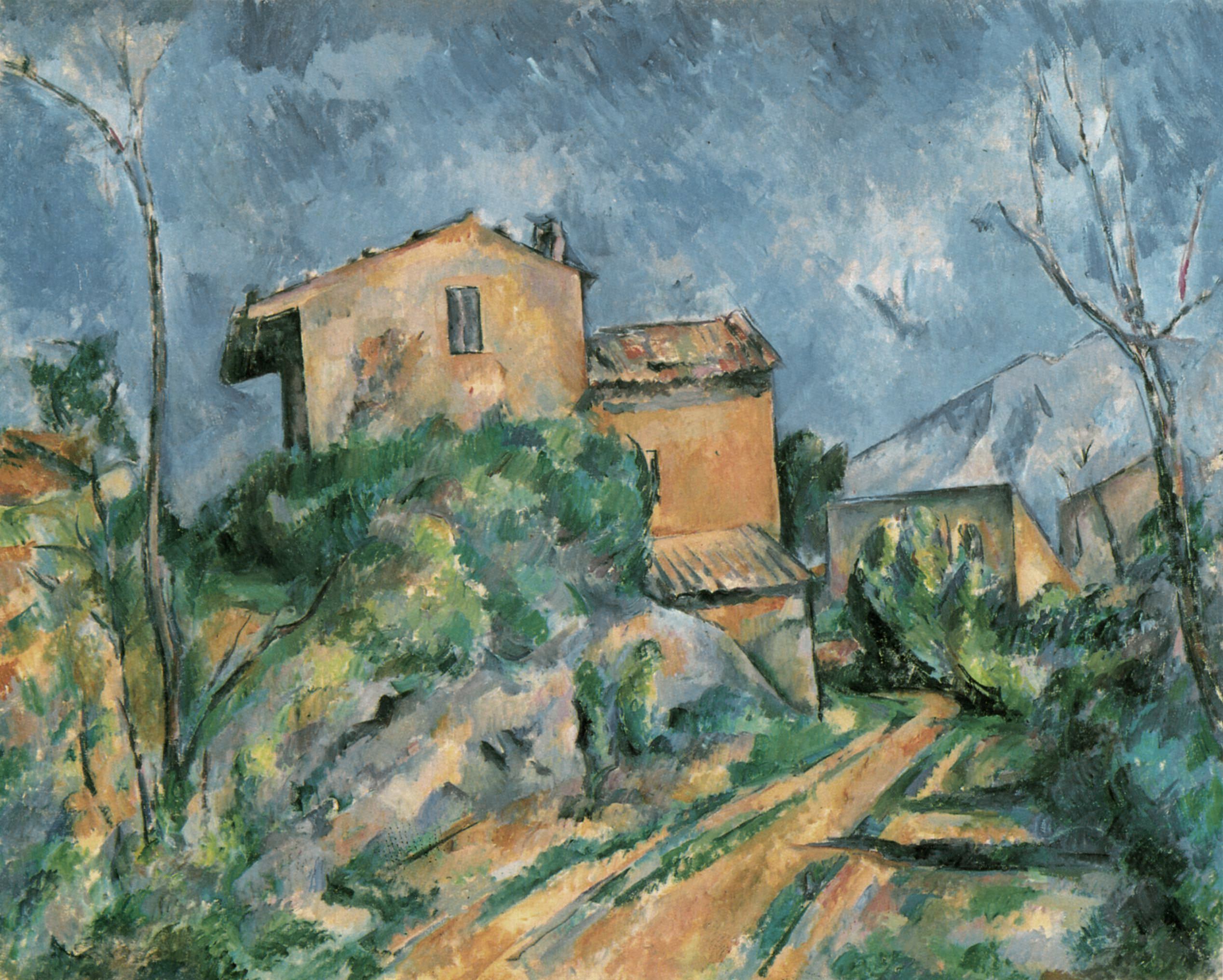
Maison Maria et château Noir
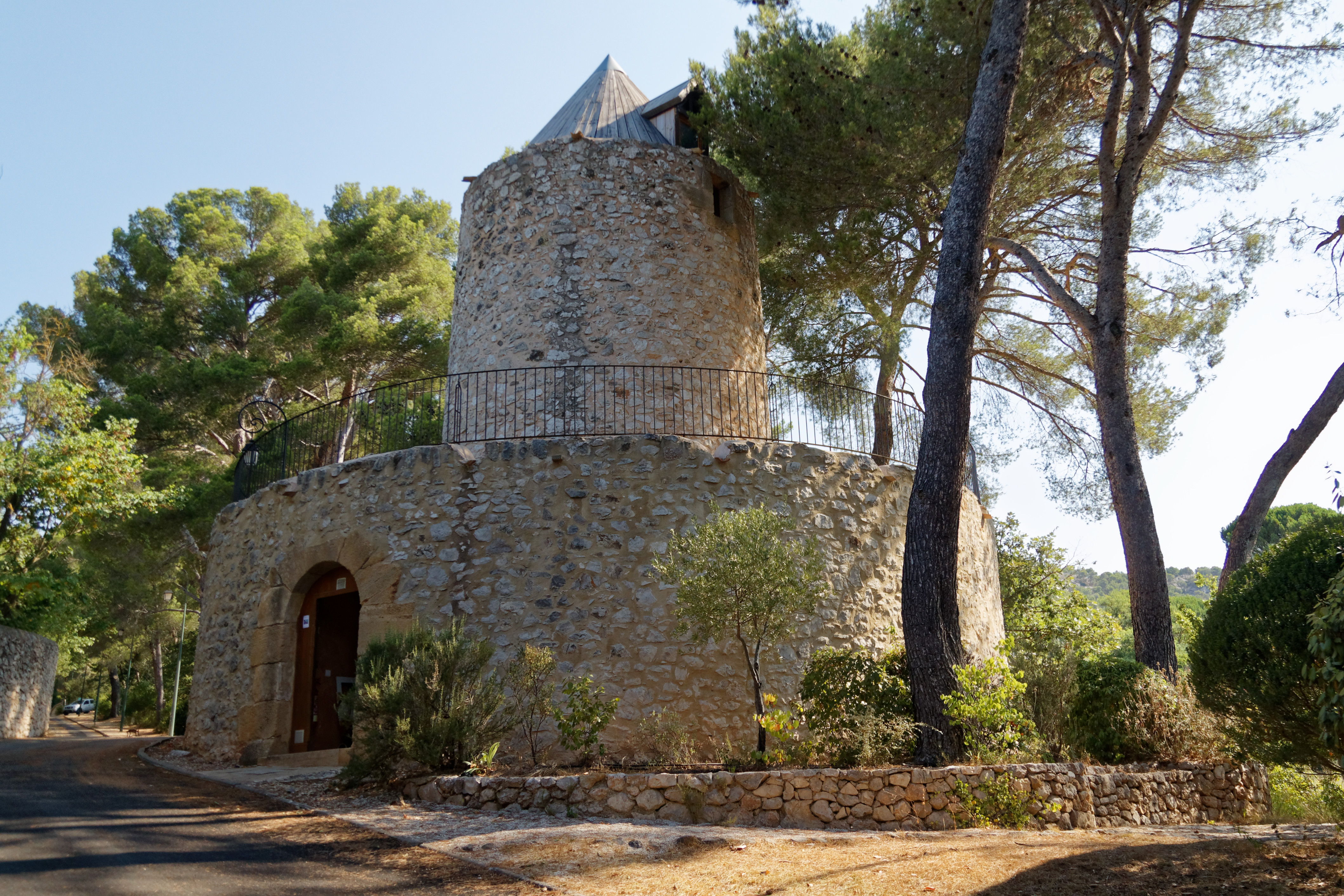
Moulin Cézanne
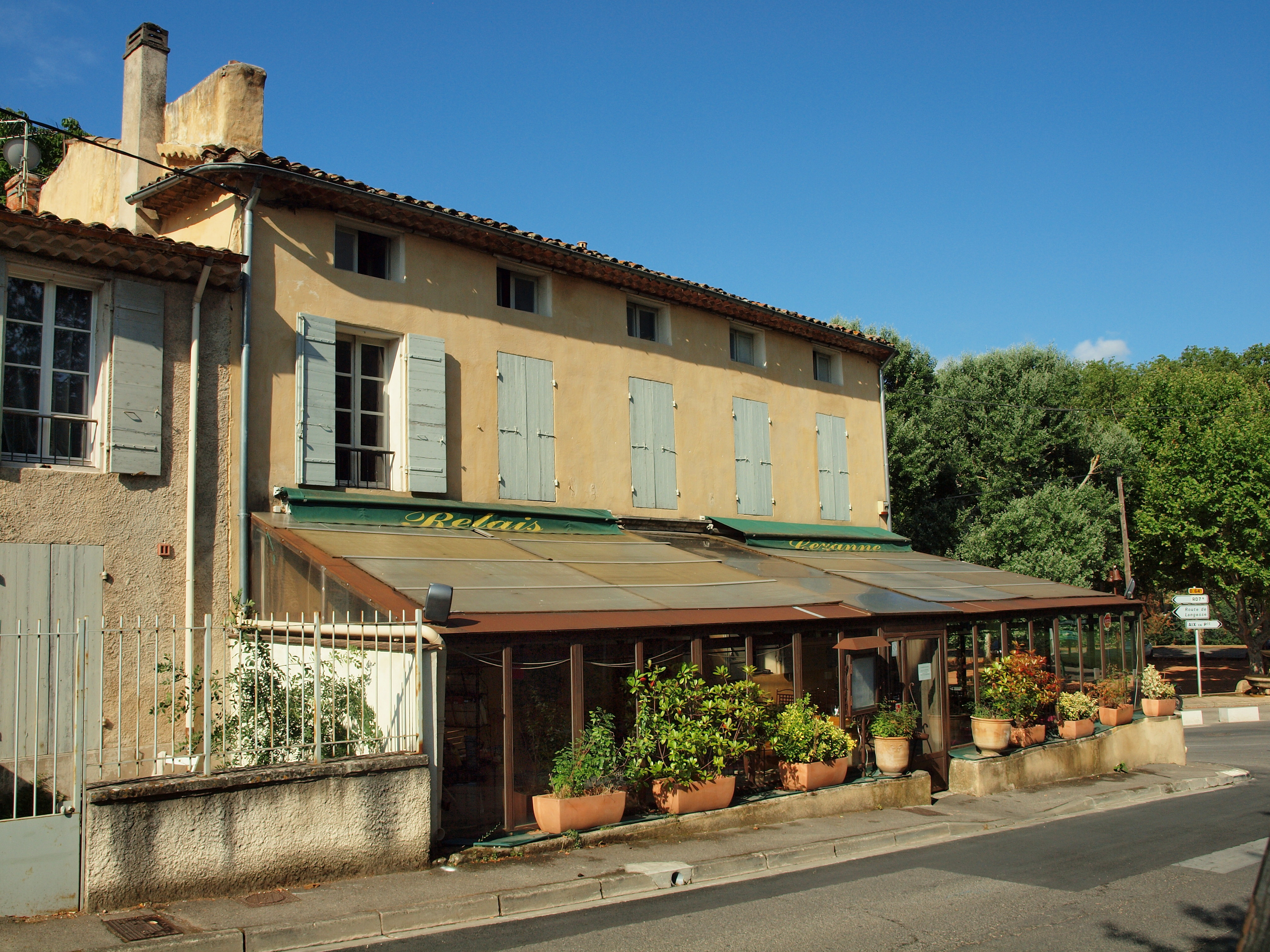
Relais Cézanne
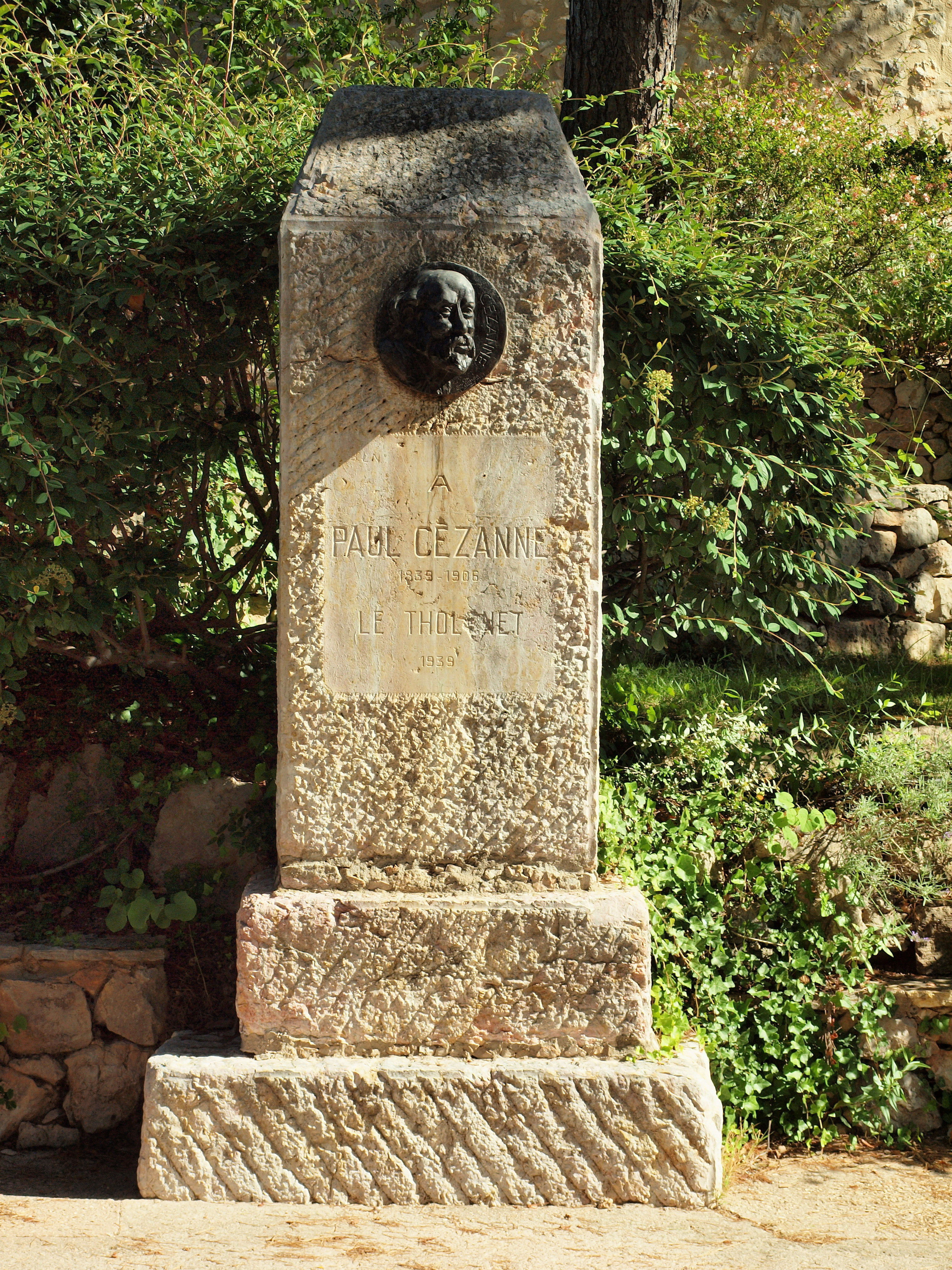
Stèle Cézanne
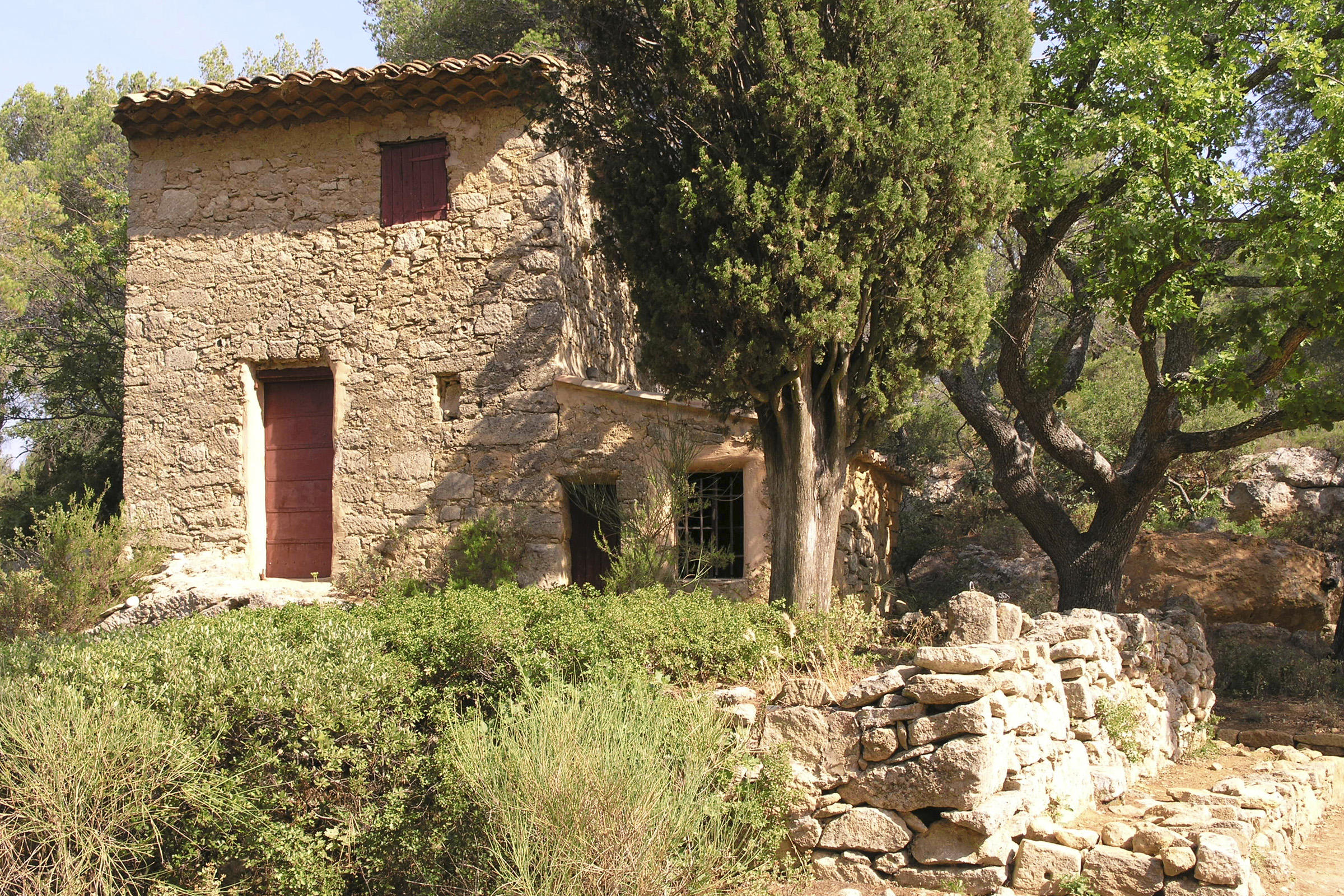
Cabanon de Cézanne des carrières de Bibémus
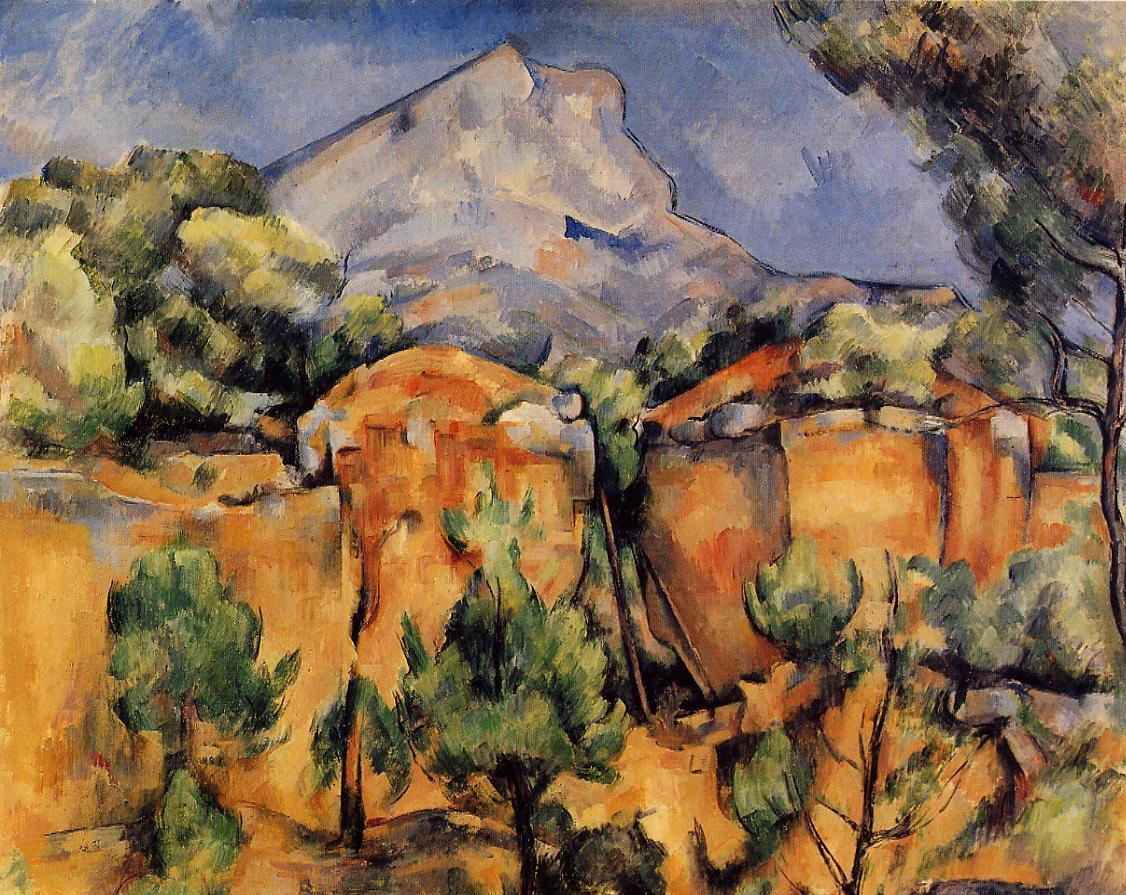
Montagne Sainte-Victoire et carrières de Bibémus
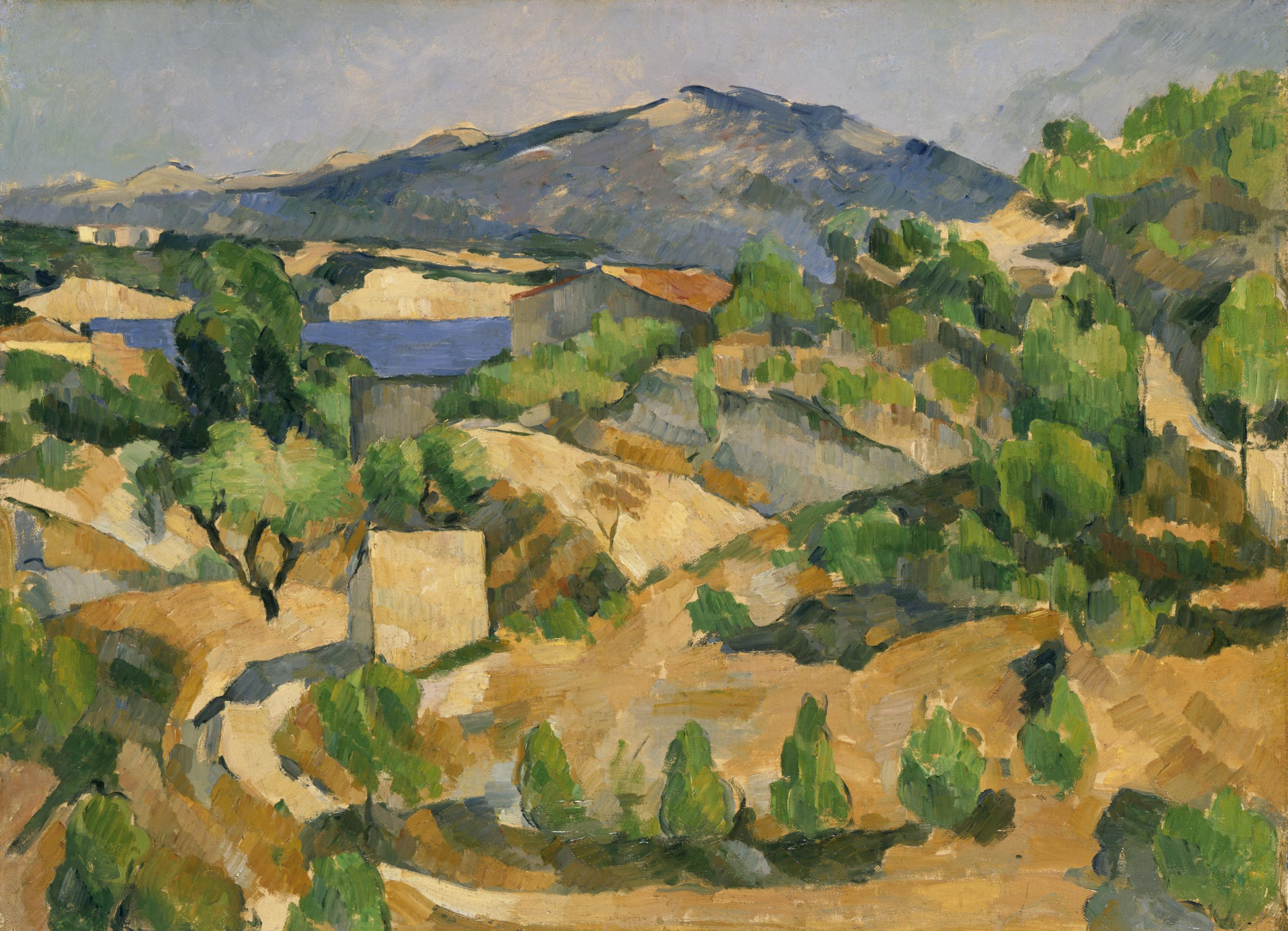
Barrage Zola et montagne Sainte-Victoire
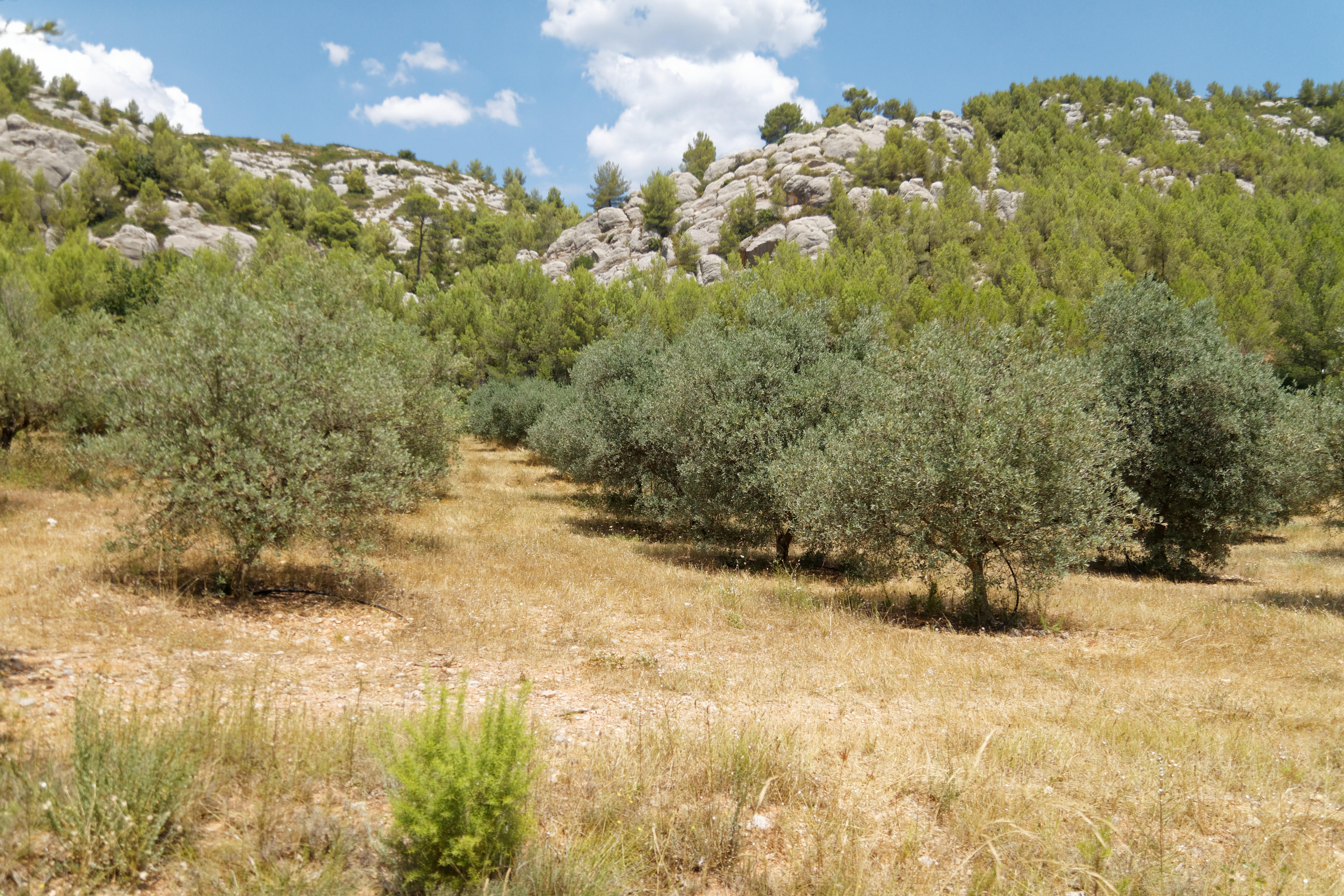
Pinède et oliveraie du Tholonet
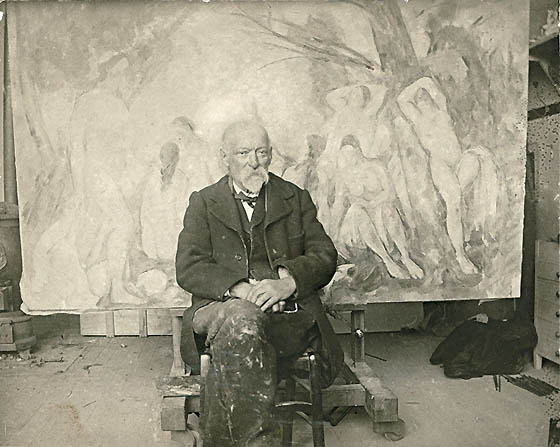
Cézanne, dans son atelier des Lauves d'Aix (1904)
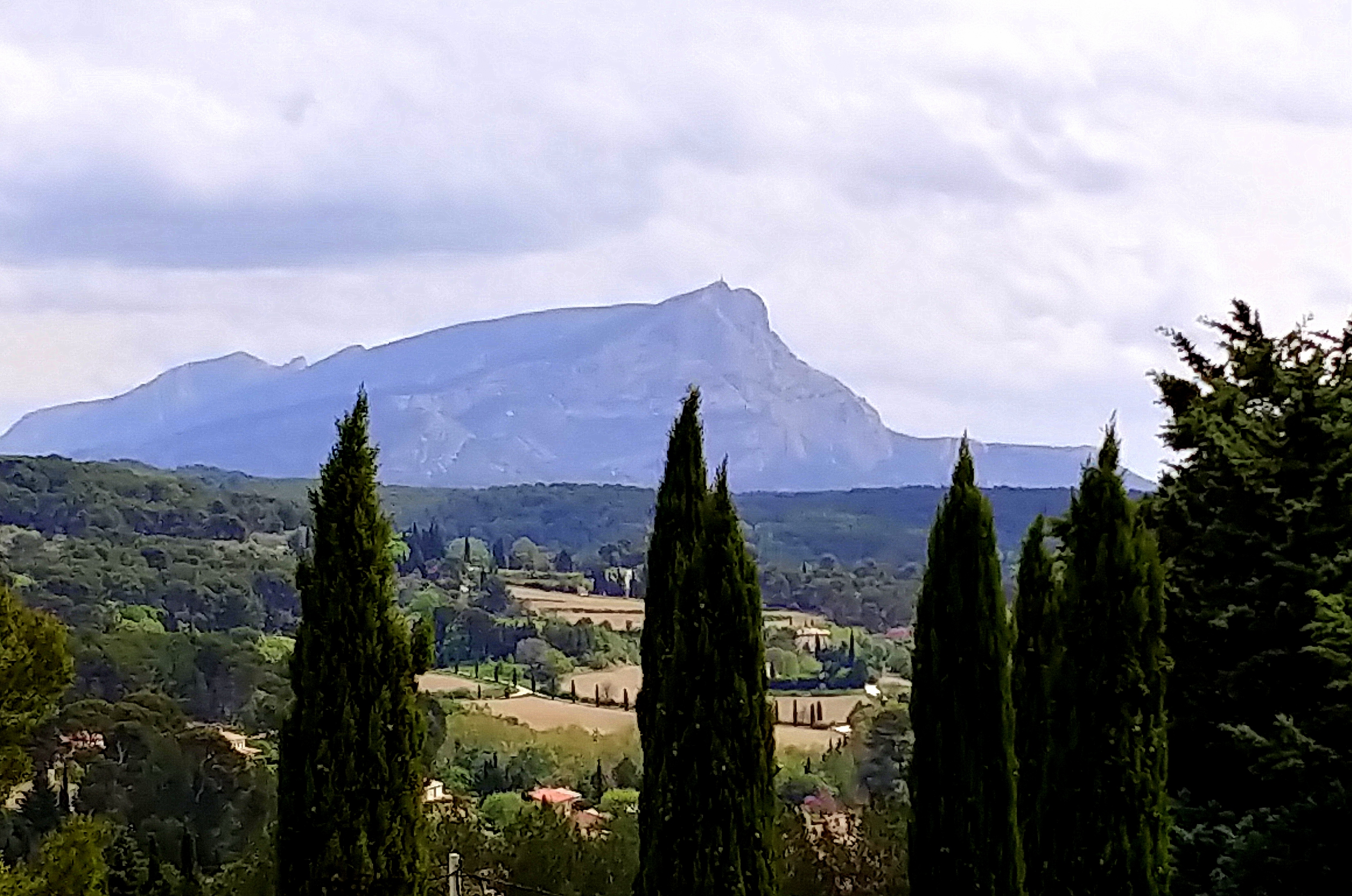
Montagne Sainte-Victoire vue depuis son atelier des Lauves
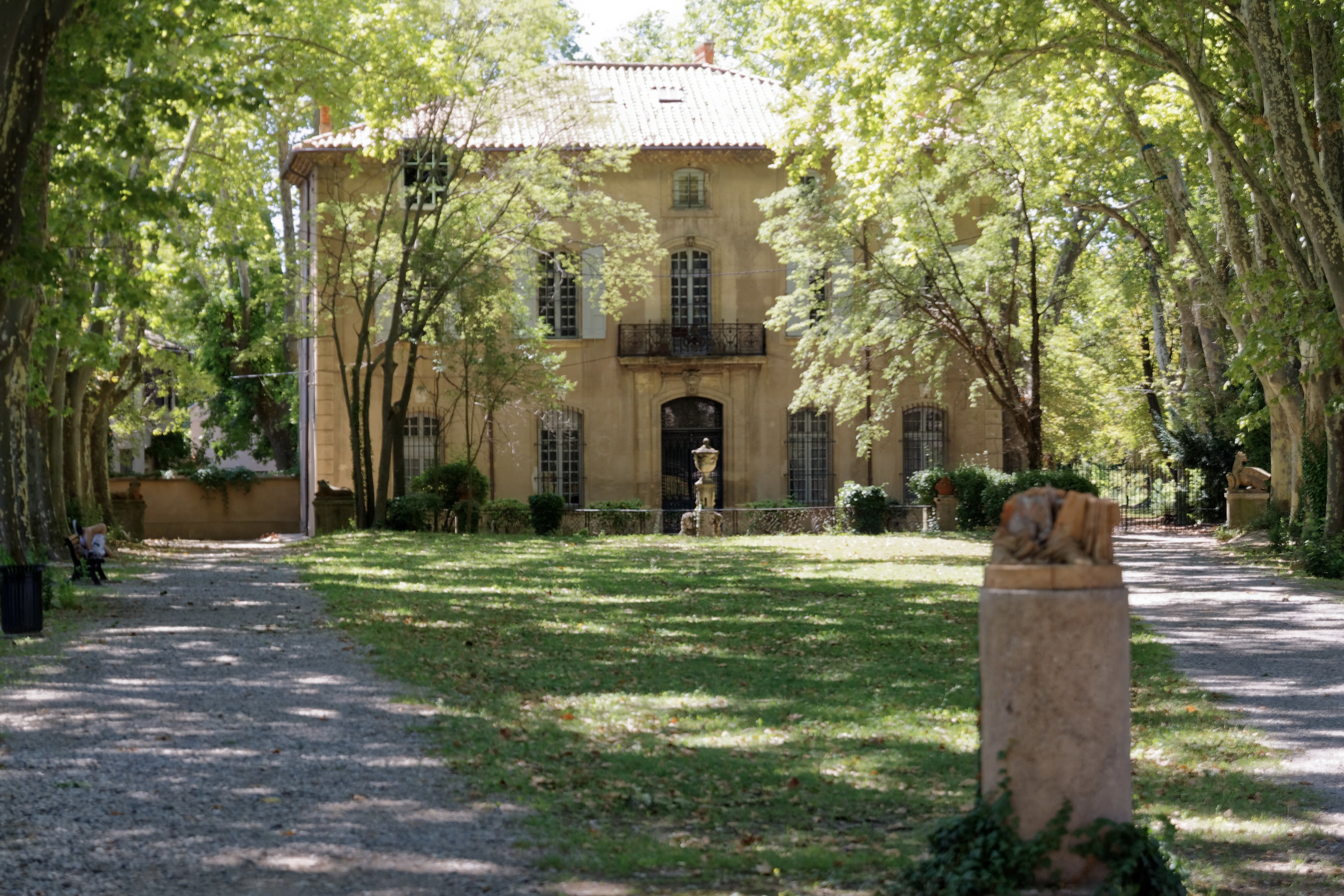
Bastide du Jas de Bouffan d'Aix-en-Provence
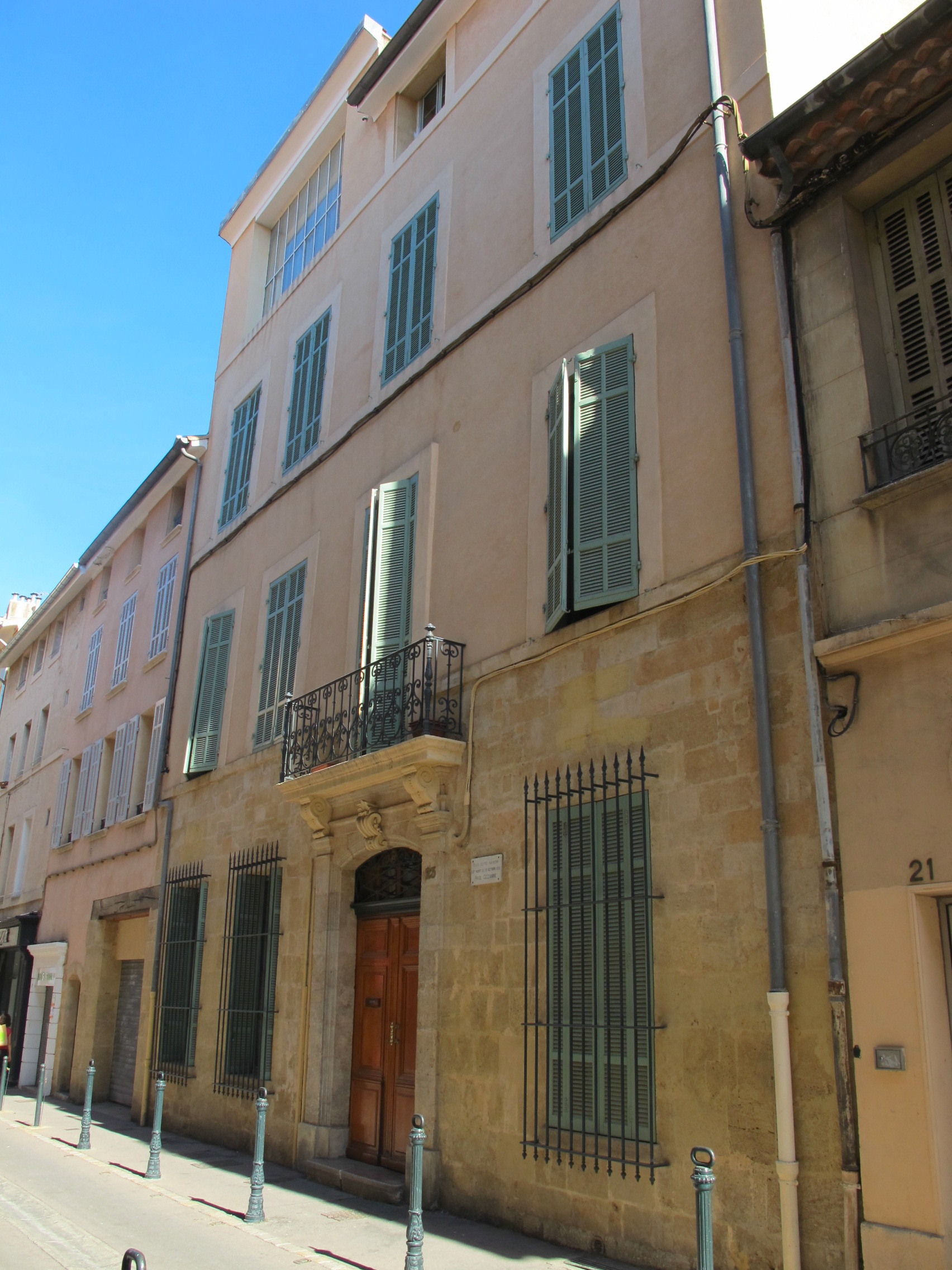
Maison de Paul Cézanne à Aix-en-Provence

## Au cinéma
- 2016 : Cézanne et moi de Danièle Thompson (film sur l'amitié entre Paul Cézanne et Émile Zola, avec Guillaume Gallienne et Guillaume Canet, avec de nombreuses scènes des lieux[7]).

## En musique
En 1984 France Gall interprète sa chanson à succès Cézanne peint, sur fond de cigales, et de grillons provençal, écrite et composée par Michel Berger « l’été dans la campagne d’Aix, dans une maison face à la montagne Sainte-Victoire, à côté de l’atelier de Cézanne » pour son album Débranche !.

## Anecdote
En 1958 Pablo Picasso (1881-1973) considéré comme le fondateur du cubisme avec Georges Braque, achète le château de Vauvenargues du versant nord de la Sainte-Victoire, avec 1110 hectares de Sainte-Victoire (tout le versant nord). Très influencé par l’œuvre locale de Cézanne, qu'il considère comme son maître, et par son cubisme cézannien entre autres du cabanon de Cézanne des carrières de Bibémus voisin, il dit à son ami Brassaï « Il était notre père à tous »,, et « J'habite chez Cézanne ». Lorsque Picasso téléphone à son marchand d'art Daniel-Henry Kahnweiler en lui disant « J'ai acheté la Sainte-Victoire de Cézanne. », celui-ci lui demande laquelle, pensant à un tableau, « L’originale » lui répond Picasso.